# Jan z Lodi
Jan z Lodi (ur. 1026 w Lodi, zm. 7 września 1105 w Gubbio) – włoski benedyktyn (OSB), biskup Gubbio, święty Kościoła katolickiego.
Po przyjęciu święceń kapłańskich przez pewien czas prowadził żywot pustelnika w eremie Fonte Avellana w pobliżu Gubbio. Tam poznał Piotra Damianiego i został jego uczniem. Po objęciu przez Piotra w 1057 roku urzędu biskupa kardynała Ostii, Jan został wybrany na jego miejsce przeorem Fonte Avellana. W 1104 roku sędziwy Jan został wybrany biskupem Gubbio, zmarł rok później.
Spisał żywot Piotra Damianiego.